# 48681 Zeilinger
48681 Zeilinger è un asteroide della fascia principale. Scoperto nel 1996, presenta un'orbita caratterizzata da un semiasse maggiore pari a 2,4444143 UA e da un'eccentricità di 0,1383065, inclinata di 6,42661° rispetto all'eclittica.